# روفيا
روفيا هي بلدية في مقاطعة كونيو في منطقة بيدمونت الإيطالية تقع على بعد نحو 40 كيلومتر (25 ميل) جنوب تورينو ونحو 35 كيلومتر (22 ميل) شمال كونيو . اعتبارًا من 1-1-2017 كان عدد سكانها 366 نسمة وتبلغ مساحتها 7.51 كيلومتر مربع (2.90 ميل2).
تقع روفيا على حدود البلديات التالية: كافاليرليون وكافاليرماجوري و Monasterolo di Savigliano و Murello وسكارنافيجي و Villanova Solaro.